# San Juan de Ulúa

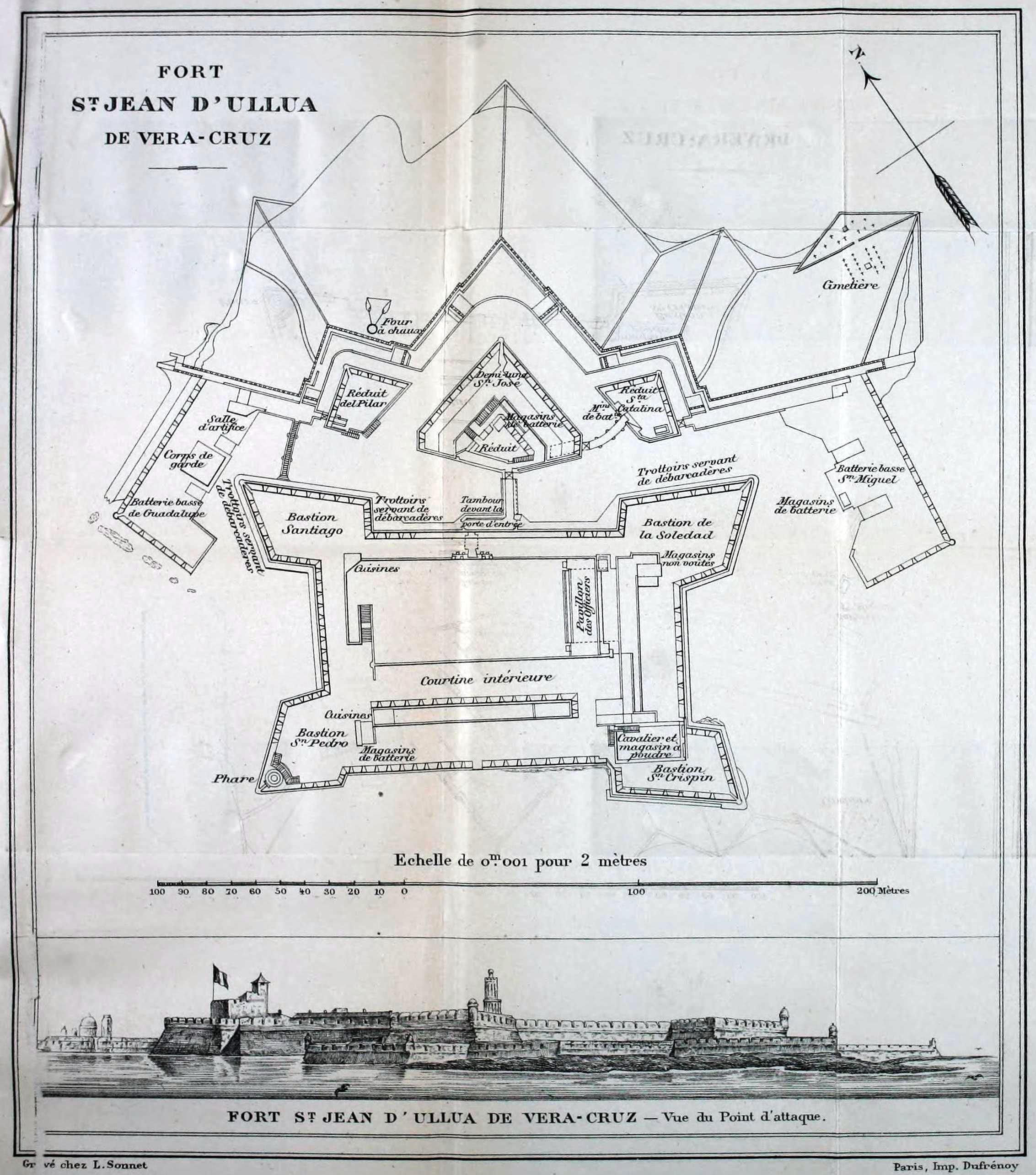
Plan und Panoramablick auf die Festung im Jahre 1838 während des Krieges zwischen Frankreich und Mexiko

San Juan de Ulúa (in älteren Texten auch als San Juan de Ulloa oder San Juan d’Ulloa bezeichnet) ist ein auf einer Insel gelegenes Fort, welches den Hafen von Veracruz beschützt. Der Hafen ist der wichtigste Osthafen Mexikos. Die Befestigungsanlage gilt als Touristenattraktion.

## Geschichte
Am 21. April 1519 landete Hernán Cortés an der Küste des heutigen Bundesstaates Veracruz. Damit begann die Eroberung Mexikos.
Mit der Errichtung des heutigen Forts wurde 1565 begonnen. Die Erbauung dauerte fast 50 Jahre. Der Hafen war während der Kolonialzeit Anlaufhafen der spanischen Silberflotte, da von hier aus die Silberausfuhr nach Spanien erfolgte. Während des Bauprozesses sollen tausende der zum Bau eingesetzten Sklaven ums Leben gekommen sein. Während des 19. Jahrhunderts wurde die Festungsanlage als Gefängnis genutzt, insbesondere für politische Gefangene.

### Der Konflikt von San Juan de Ulúa 1568

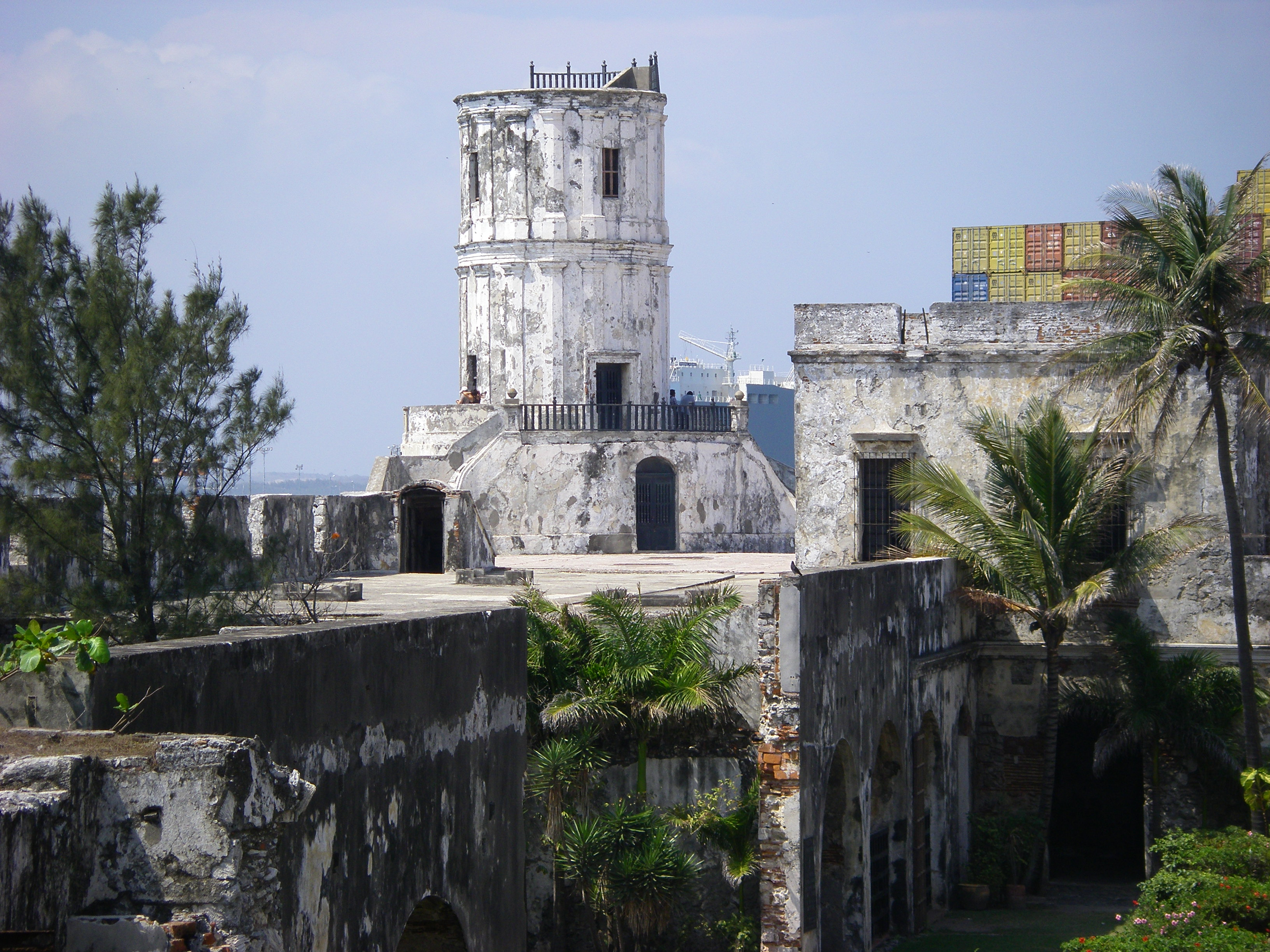
Innenaufnahme des Forts mit Wachturm

Am 23. September 1568 war die damals winzige, etwa 250 Meter lange Reede, bestehend aus einigen Häusern, einer Kapelle und einer Geschützbatterie, Schauplatz einer blutigen Auseinandersetzung spanischer Soldaten und englischer Freibeuter.
Auf der Rückreise von einer Sklavenhandelsreise gerieten die Schiffe von John Hawkins und Francis Drake in einen schweren Sturm. Danach war Hawkins’ Flaggschiff, die 700 Tonnen große Jesus of Lübeck, die 1545 von der Hanse gekauft worden war, kaum noch seetüchtig. Nach schweren Wassereinbrüchen im Achterschiff wurde ein Teil der Aufbauten entfernt. Das Schiff erreichte danach mit Mühe und Not San Juan de Ulúa. Drei Tage vor seiner Ankunft am 15. September 1568 erfuhr Hawkins vom Kapitän eines spanischen Schiffes, dass die Silberflotte in Kürze San Juan de Ulúa erreichen würde.

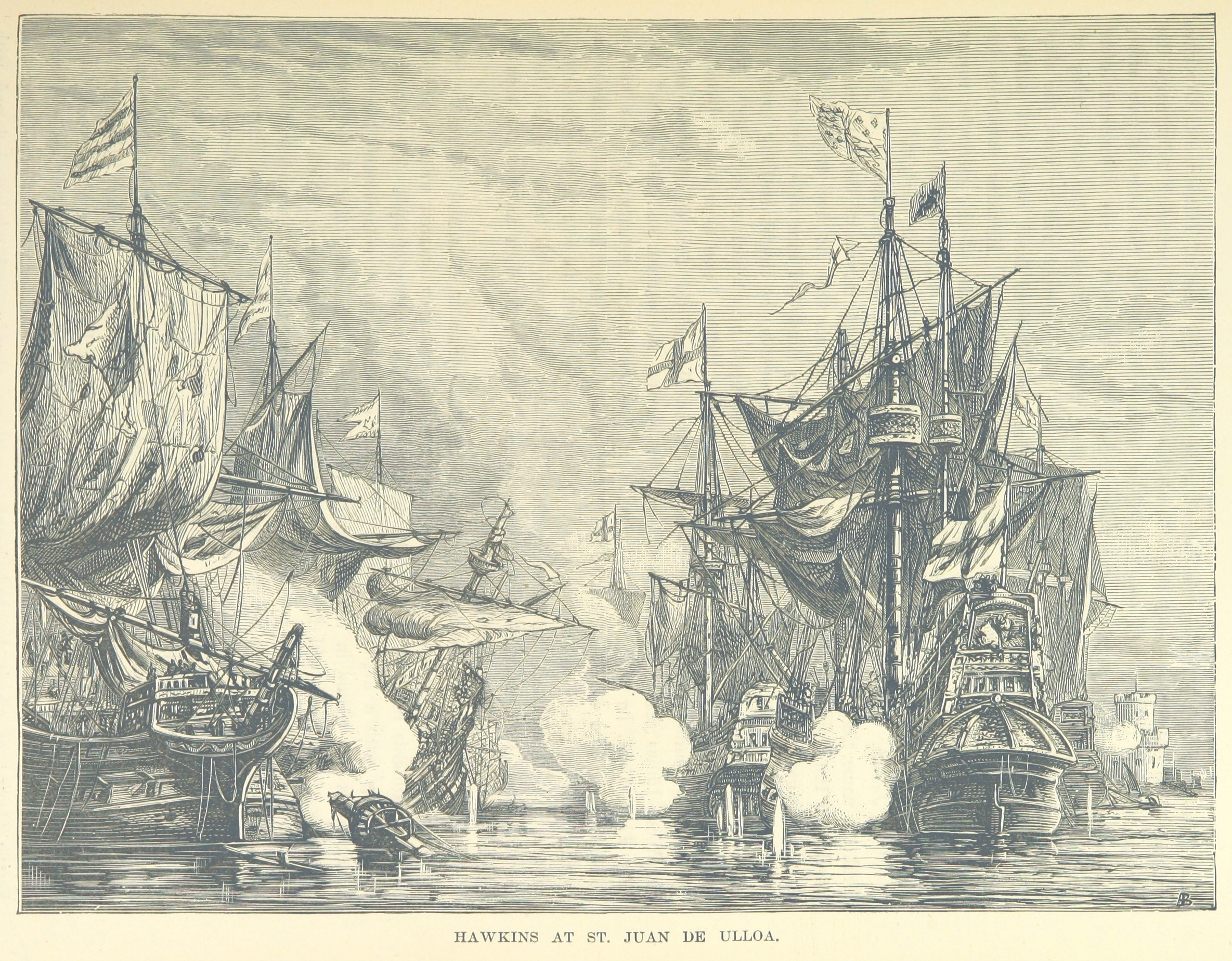
Das Gefecht von San Juan de Ulúa (zeitgenössische Darstellung, um 1887)

Die Engländer wurden zunächst von dem stellvertretenden Gouverneur von Vera Cruz, Martin de Marcana und dem Schatzmeister Francisco de Butamante begrüßt, da diese den neuen Vizekönig von Neuspanien Martín Enríquez de Almansa erwarteten, der sich an Bord eines der spanischen Silberschiffe befand. Hawkins übernahm die Kontrolle über den Hafen und begann mit der Reparatur seiner Schiffe. Die Spanische Flota, bestehend aus 13 Schiffen, von denen zwei Kriegsschiffe waren, erreichte San Juan de Ulúa zwei Tage später. Hawkins weigerte sich zunächst, den spanischen Schiffen den Zugang zum Hafen zu erlauben. Er war sich jedoch auch über die möglichen Konsequenzen im Klaren, sollten den Spaniern aus seiner Handlungsweise irgendwelche ernsthaften Schäden entstehen. Verhandlungen wurden geführt und Geiseln ausgetauscht. Die Spanier durften ihre Schiffe in den Hafen bringen und den Engländern wurde garantiert, dass sie unbehelligt ihre Schiffe reparieren durften.
Martín Enríquez de Almansa hielt sich jedoch nicht an die Zusagen. Stattdessen wurden 120 Soldaten aus Vera Cruz angefordert. Auf den, nun im Hafen liegenden, spanischen Schiffen wurden während der Nacht zusätzliche Geschütze in Stellung gebracht. Die Soldaten und örtlichen Milizionäre verbargen sich an Bord der nahe der Jesus of Lübeck ankernden Schiffe. Beim Gefecht am darauffolgenden Tag wurden mit Ausnahme der Minion und der Judith alle englischen Schiffe vernichtet. Den Kanonieren der Jesus of Lübeck gelang die Versenkung des spanischen Admiralsschiffes und eines der Handelsschiffe. Das Vize-Admiralsschiff (Spanisch Capitana) wurde in Brand geschossen, wobei 34 Spanier den Tod fanden. Hawkins gelang die Flucht an Bord der Minion. Drake entkam an Bord der Judith. Beide Schiffe gelangten im Januar 1569 zurück nach England. Von den 408 Besatzungsmitgliedern der englischen Schiffe überlebte jedoch nur eine Handvoll. Jene, die nicht schon bei dem eigentlichen Gefecht getötet wurden, wurden gefangen genommen und fielen der spanischen Inquisition zum Opfer.

### Belagerung der Festung 1825

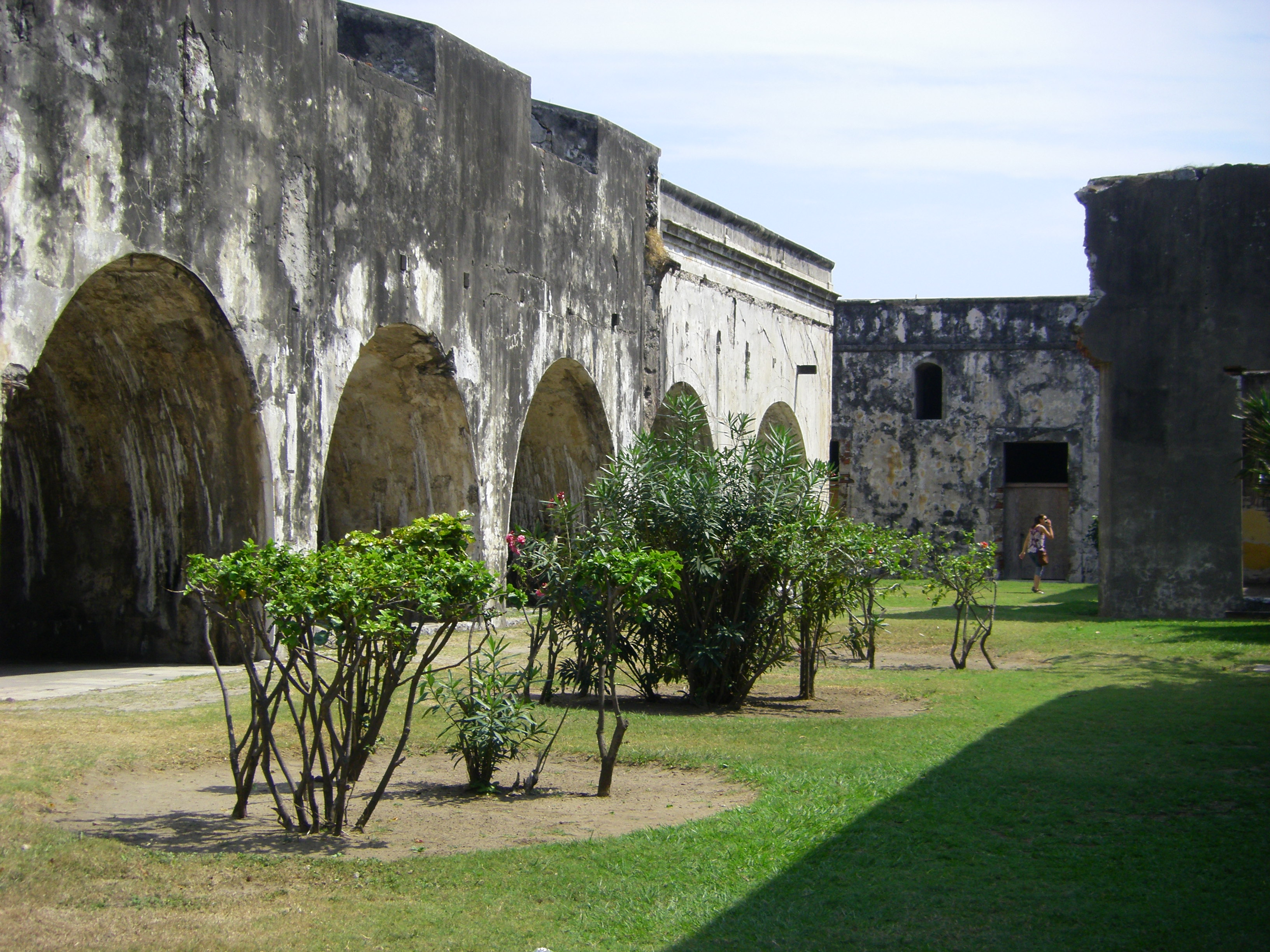
Grünanlage im Fort San Juan de Ulúa

Nach der mexikanischen Unabhängigkeitserklärung wurde die Festung durch spanische Truppen am 16. November 1810 besetzt. Da die Befestigungsanlage als nahezu uneinnehmbar galt, beschloss die mexikanische Regierung 1822 eine Blockade der Insel, aber erst am 16. August 1825 begann die eigentliche Belagerung von San Juan de Ulúa. Noch am 5. Oktober 1825 wurde eine spanische Flotte ausgeschickt, um die Festung mit Lebensmitteln und Nachschub zu versorgen. Mexikanische Kriegsschiffe stellten sich bei der Isla de Sacrificios zur Schlacht bereit auf. Nachdem sich beide Flotten mehrere Stunden belauert hatten, drehte die spanische Flotte, ohne einen Schuss abgegeben zu haben, ab. Mit der Kapitulation der spanischen Besatzung von San Juan de Ulúa am 19. November 1825 verlor Spanien seinen letzten Stützpunkt auf dem Gebiet des heutigen Mexiko.
Ab dem 29. September 1853 war Benito Juárez kurzzeitig ein Gefangener auf der Insel.